# Lestin ruudeimmat
Lestin ruudeimmat è una raccolta del duo finlandese Lord Est, pubblicato dalla Hype Records il 30 maggio 2012.
L'album contiene, oltre a brani del passato, i singoli Pelat ja huulit, pubblicato il 29 marzo, e Huono päivä, hyvä ilta, pubblicato il 6 luglio.

## Tracce
1. Pohjolan äijä
2. Talvi
3. Hellä ori – feat. Mariska
4. Sä teet
5. Ilman itsekurii
6. Sun vieres on lämmin
7. Jään tuijottaan silmiin
8. Nyt saa juhlia taas
9. Tänään räjähtää
10. Juoksen vapaana kaupunkiin
11. Huono päivä, hyvä ilta
12. Reggaerekka – feat. Petri Nygård
13. Vuosi vaihtuu – feat. Mikael Gabriel
14. Pelaat ja juhlit
15. Fiiliksen mukaan